# 袁弘勋
袁弘勳（？—？），號枕眉，浙江慈溪（今余姚祝家渡）人，明朝政治人物，擅书法。

## 生平
明万历三十四年（1606年）丙午科浙江鄉試舉人，四十七年（1619年），登进士第。礼部觀政，四十八年授行人，天啓元年順天同考，四年丁憂，崇祯元年補原职，本年考选，擢任江西道监察御史。巡按山西，三年管印馬屯田，四年革职。官至大理寺少卿。

## 家族
曾祖父袁鐶，庠生，贈中大夫。祖父袁宗泗，庠生。父袁茂英，丙戌進士，雲南布政使。五世孙袁枚，清朝文学家。

## 代表著作
- 与其父袁茂英合著《竹江诗集》[1]